# Josef Stroh
Josef „Pepi“ Stroh (* 5. März 1913 in Wien; † 3. Jänner 1991 (ebenda)) war ein österreichischer Fußballspieler und -trainer.

## Karriere
Pepi Stroh begann 14-jährig beim Floridsdorfer SC mit dem Fußballspielen; 17-jährig wechselte er in den Seniorenbereich zum Floridsdorfer AC, für den er am 5. Oktober 1930 (5. Spieltag) beim 2:2-Unentschieden im Heimspiel gegen den First Vienna FC debütierte; es folgten zwei weitere Einsätze am 6. und 10. Spieltag. In der Folgesaison bestritt er bereits 20 Punktspiele, in denen er seine ersten drei Tore erzielte; sein erstes gelang ihm am 28. Februar 1932 (14. Spieltag) beim 9:0-Sieg im Heimspiel gegen den SC Hakoah Wien mit dem Treffer zum 6:0 in der 49. Minute. Nach der Hinrunde der Saison 1932/33, in der vier Tore in neun Punktspielen erzielte, wechselte er im Januar 1933 zum FK Austria Wien.
Bei den Floridsdorfern wurde er als Mittelstürmer eingesetzt – eine Position, die er 1933 nach seinem Wechsel zur Wiener Austria, dort in diversen Aufstellungen auch als „Stroh I“, zu Gunsten von Matthias Sindelar als Rechtsverbinder aufgeben musste. Er debütierte für die Veilchen am 11. März 1933 (14. Spieltag) beim 2:1-Sieg im Auswärtsspiel gegen den Brigittenauer AC und erzielte für seinen neuen Verein sein erstes Saisontor am 14. Mai 1933 (19. Spieltag) bei der 1:2-Niederlage im Heimspiel gegen den SK Admira Wien mit dem Treffer zum Ausgleich in der 30. Minute.
Seinen ersten Titel gewann Stroh mit den Veilchen gleich in seinem Einstandsjahr mit dem Sieg im ÖFB-Cup. Seine größten Erfolge feierte er mit der Austria zweifellos im Wettbewerb um den Mitropapokal, der sowohl 1933 gegen Inter Mailand und 1936 gegen Sparta Prag in zwei dramatischen Endspielserien gewonnen werden konnte.
So kämpfte Pepi Stroh ab 1935 mit dem Admiraner Willy Hahnemann regelmäßig um das Leiberl im Nationalteam als Rechtsverbinder; er scorte unter anderem gegen Ungarn und Italien im Europapokal 1938. Während der Zeit des Nationalsozialismus kam Pepi Stroh als Spieler des nunmehrigen „Sportclub Ostmark“ auch zu vier Einsätzen in der reichsdeutschen Nationalmannschaft, mit der er auch an der Weltmeisterschaft 1938 in Frankreich teilnahm. Trotz vieler Fronteinsätze und zeitweiliger Tätigkeit als Gastspieler bei Arminia Hannover zählte Stroh zu den Austrianern mit den meisten Spielen. Bis November 1941 spielt er mit kleineren Lücken sehr häufig. Danach konnte er nur mehr wenige Spiele bestreiten (wenn er auf Urlaub in Wien war). Er gehörte zudem der von Hermann Graf gegründeten Militärfußballmannschaft Rote Jäger an. Nach dem Ende des Zweiten Weltkriegs kam der Verbinder noch zu sieben weiteren Einsätzen für Österreich, seine Spielerkarriere beendete er – nach 200 Punktspielen, in denen er 94 Tore erzielte – mit dem Gewinn der Meisterschaft am Saisonende 1948/49.

## Erfolge
- Mitropapokal-Sieger 1933, 1936
- Österreichischer Meister 1949
- Österreichischer Cupsieger 1933, 1935, 1936

## Sonstiges
Nach einer Trainerlaufbahn, die ihn in den 1950er und 1960er Jahren auch nach Schweden und Norwegen führte, kehrte er nach Wien zurück und war dann auch im Jugendbereich der Austria tätig.
Sein jüngerer Bruder Kommerzialrat Leopold (* 20. Jänner 1917 in Wien-Floridsdorf; † 27. August 1985 in Wien) war ebenfalls Fußballspieler, jedoch nicht so erfolgreich wie er. Leopold Stroh, in Aufstellungen meist als „Stroh III“ aufgeführt, wurde vor allem durch die Gründung der Stroh-Tankstellen in Wien und Niederösterreich bekannt, deren Logo ein gelber Leder-Fußball mit Streifen war. Er erwarb sich große Verdienste als Sponsor und Mäzen der Fußballsportjugend sowie für den FAC und den FK Austria Wien. Als Fußballer erregte er besonderes Aufsehen, als er nach der 0:7-Niederlage von Austria gegen die Admira zum Abschluss der  Hinrunde der Saison 1940/41 den Schiedsrichter mit einer Tätlichkeit bedachte und dafür eine Sperre von neun Monaten bekam. Er spielte für die Austria, wenngleich er Mitte 1935 für einige Zeit zum Slovan ging. Der FAC-Platz war ab 1966 lange nach dem Bruder als Leopold-Stroh-Stadion benannt.
Josef Stroh verstarb im Jänner 1991 in Wien und wurde am 23. des Monats am Jedleseer Friedhof beigesetzt.